# Mary Moormanová

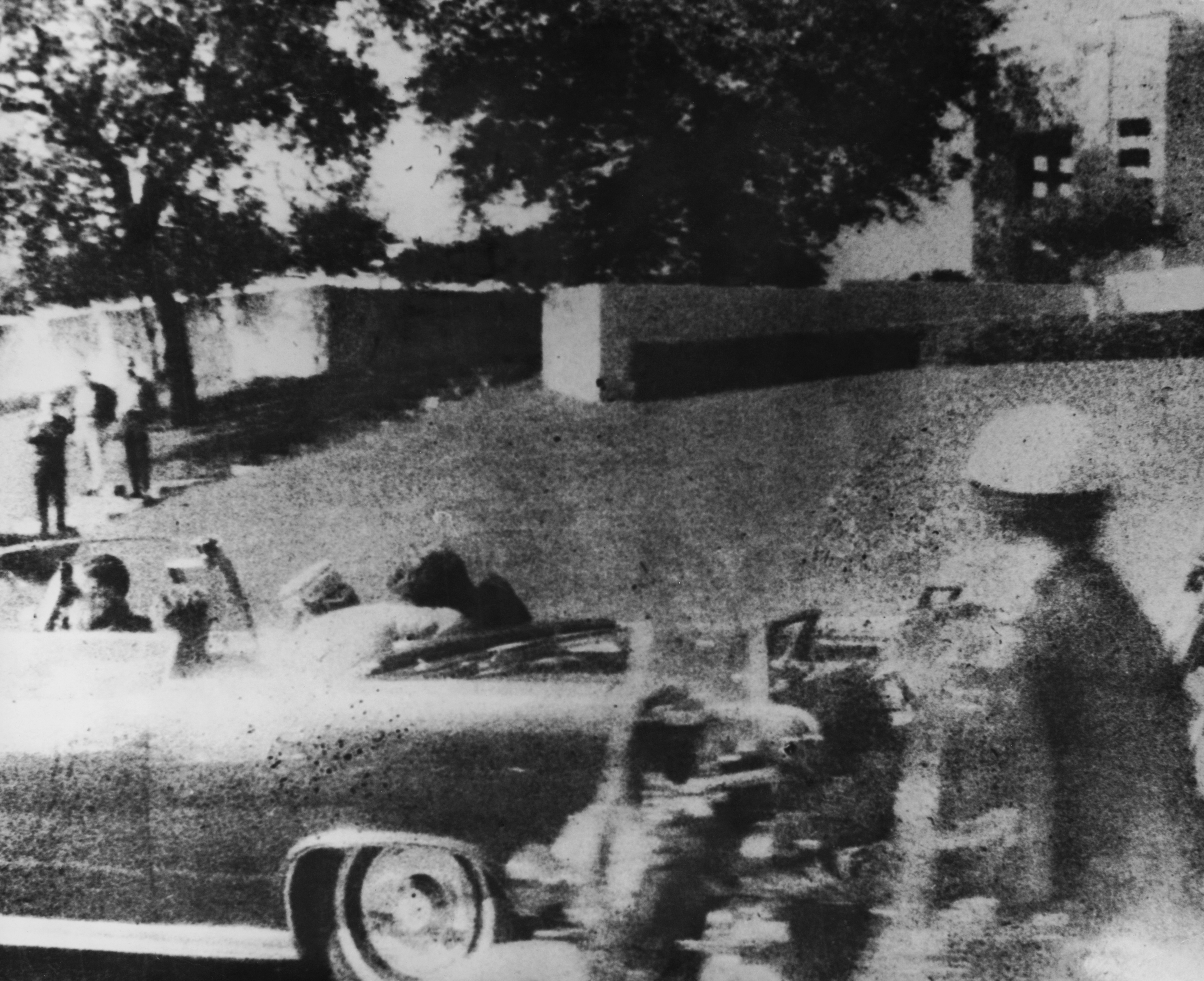
Fotografie pořízená Mary Moormanovou zlomek sekundy po fatálním zásahu

Mary Ann Moormanová (* 5. srpna 1932) je dosud žijící svědkyně atentátu na Johna F. Kennedyho, 35. prezidenta Spojených států, ke kterém došlo dne 22. listopadu 1963 v texaském městě Dallas. Známou se stala především proto, že se jí povedlo pořídit velmi zásadní fotografii, na které je zachycena limuzína prezidenta Kennedyho zlomek sekundy po fatálním zásahu jeho hlavy. Moormanová stála jen několik desítek centimetrů od silnice, kudy projížděla prezidentská kolona, přímo naproti travnatému pahorku (ang.: Grassy Knoll), odkud pořídil své záběry Abraham Zapruder. Na Zapruderově filmu (např. Z298) je Moormanová zcela zřetelně vidět i se svojí kamarádkou Jean Hillovou. Ve chvíli, kdy kolem ní prezident projížděl, rozhodla se Moormanová přejít z travnaté plochy přímo na silnici. Přibližně 1/6 sekundy po fatálním roztříštění Kennedyho hlavy pořídila fotografii svým fotoaparátem Polaroid Highlander Model 80A (viz foto vpravo), přičemž je tento okamžik ekvivalentním k okénku č. 315 na Zapruderově filmu.